# Gent–Wevelgem 2021
83. ročník jednodenního cyklistického závodu Gent–Wevelgem se konal 28. března 2021 v Belgii. Závod dlouhý 254 km vyhrál Belgičan Wout van Aert z týmu Jumbo–Visma. Na druhém a třetím místě se umístili Italové Giacomo Nizzolo (Team Qhubeka Assos) a Matteo Trentin (UAE Team Emirates).

## Týmy
Závodu se zúčastnilo celkem 25 týmů. Všech 19 UCI WorldTeamů bylo pozváno automaticky a muselo se zúčastnit závodu. Společně s šesti UCI ProTeamy tak utvořili startovní peloton složený z 25 týmů. Tým Bora–Hansgrohe však musel před startem odstoupit ze závodu kvůli belgickým pravidlům ohledně Covidu-19. Tým obhájce vítězství Madse Pedersena Trek–Segafredo musel také před startem odstoupit kvůli dvěma pozitivním testům na covid-19 mezi členy týmu. Každý tým přijel se sedmi jezdci, kromě týmů Astana–Premier Tech a Ineos Grenadiers. Ty přijeli s šesti jezdci. Celkem se na start postavilo 159 jezdců, do cíle dojelo 90 jezdců.

### UCI WorldTeamy
- AG2R Citroën Team
- Astana–Premier Tech
- Bora–Hansgrohe
- Cofidis
- Deceuninck–Quick-Step
- EF Education–Nippo
- Groupama–FDJ
- Ineos Grenadiers
- Intermarché–Wanty–Gobert Matériaux
- Israel Start-Up Nation
- Lotto–Soudal
- Movistar Team
- Team Bahrain Victorious
- Team BikeExchange
- Team DSM
- Team Jumbo–Visma
- Team Qhubeka Assos
- Trek–Segafredo
- UAE Team Emirates

### UCI ProTeamy
- Alpecin–Fenix
- Arkéa–Samsic
- B&B Hotels p/b KTM
- Bingoal Pauwels Sauces WB
- Sport Vlaanderen–Baloise
- Total Direct Énergie

## Výsledky
| Pořadí | Jezdec                     | Tým                     | Čas        |
| ------ | -------------------------- | ----------------------- | ---------- |
| 1      | Wout van Aert (BEL)        | Team Jumbo–Visma        | 5h 45' 11" |
| 2      | Giacomo Nizzolo (ITA)      | Team Qhubeka Assos      | + 0"       |
| 3      | Matteo Trentin (ITA)       | UAE Team Emirates       | + 0"       |
| 4      | Sonny Colbrelli (ITA)      | Team Bahrain Victorious | + 0"       |
| 5      | Michael Matthews (AUS)     | Team BikeExchange       | + 0"       |
| 6      | Stefan Küng (SUI)          | Groupama–FDJ            | + 0"       |
| 7      | Nathan Van Hooydonck (BEL) | Team Jumbo–Visma        | + 3"       |
| 8      | Dylan van Baarle (NED)     | Ineos Grenadiers        | + 52"      |
| 9      | Anthony Turgis (FRA)       | Total Direct Énergie    | + 54"      |
| 10     | Gianni Vermeersch (BEL)    | Alpecin–Fenix           | + 1' 25"   |